# Teodor Boșca
Teodor Boșca (n. 5 februarie 1922, Cluj - d. 9 octombrie 1987, Cluj-Napoca) a fost traducător poliglot și dramaturg.

## Biografia
Teodor Boșca s-a născut într-o familie de muncitori. A urmat studiile primare și liceale la Cluj (1929-1940) și la Orăștie (1940-1941). A absolvit Universitatea din Cluj-Sibiu în specialitatea filologie modernă (1945).

## Cariera profesională
A fost profesor în învățămîntul mediu (1945-1961), inclusiv la Liceul “George Barițiu” din Cluj. Între 1961 și 1987 a fost conferențiar universitar la Facultatea de Filologie a Universității "Babeș-Bolyai" din Cluj. A predat cursuri de literatură universală și comparată, de limba latină, engleză, franceză și italiană. A fost un excelent cunoscător al limbilor germană, spaniolă și maghiară, a stăpînit limba portugheză, s-a interesat de aspectele limbii provensale. Și-a susținut doctoratul în filologie cu o lucrare despre Ugo Foscolo, în 1975.
A colaborat cu articole despre literatura universală și cu traduceri în revistele Tribuna, Steaua, Echinox și Transilvania.
Este adeptul unei traduceri literare, poetice, de o mare fidelitate față de structura și nuanțele originalului, de largă deschidere spre aproape toate limbile și literaturile europene, din cele mai diverse perioade istorice.
În anii '60 compune diverse piese pentru teatrul de amatori.

## Opera

### Traduceri
- William Shakespeare, Sonete, ediție bilingvă, Cluj, Ed. Dacia, 1974;
- Poezia trubadurilor provensali, italieni, portughezi, a truverilor și a minnesängerilor, în versiune originală și în traducerea lui Teodor Boșca, ediție poliglotă cu ilustrații, Cluj, Ed. Dacia, 1980;
- Poezia preromantică în Anglia, Franța, Germania, Italia și Spania, antologie poliglotă, traduceri, cuvînt înainte, prezentări și note de Teodor Boșca (ediție realizată de Laszlo Alexandru), Cluj, Ed. Tribuna, 2007.

### Teatru
- Stupii cu pricina, piesă într-un act, 1962;
- Cînd ghitara-i de prisos, piesă în două părți, 1963.

## Premii
- Premiul II la Concursul de teatru scurt "Vasile Alecsandri", 1961;
- Premiul Uniunii Scriitorilor, pentru traducerea Sonetelor lui Shakespeare, 1974.